# Centrolepis cephaloformis
Centrolepis cephaloformis är en gräsväxtart som beskrevs av Felix Maximilian Reader. Centrolepis cephaloformis ingår i släktet Centrolepis och familjen Centrolepidaceae.

## Underarter
Arten delas in i följande underarter:
- C. c. cephaloformis
- C. c. murrayi